# 기하학적 위상
기하학적 위상(幾何學的位相, 영어: geometric phase) 또는 베리 위상(Berry位相, 영어: Berry phase)은 고전역학과 양자역학의 현상이다. 이 현상은 S. Pancharatnam(1956년)과 Christopher Longuet-Higgins(1958년)에 의해 독립적으로 발견되었다가 나중에 마이클 베리에 의해 일반화되었다.

## 정의
한 양자역학적 시스템이 어떤 운동을 한 뒤 다시 기존의 출발했던 위치로 돌아왔을 때, 그 과정을 기억하는 현상이 발생하는데, 이러한 기억은 양자역학적 파동함수의 위상에 나타나며 이를 기하학적 위상이라 한다. 이는 광학, 핵자기 공명 등을 통한 실험으로 확인할 수 있다.

## 같이 보기
- 리만 곡률 텐서
- 천 특성류
- 광학 활성
- 감김 수